# Bothromogoplistes paraproctalis
Bothromogoplistes paraproctalis (лат.) — вид длинноусых прямокрылых, единственный в составе рода Bothromogoplistes из семейства чешуйчатые сверчки (Mogoplistidae, Orthoptera). Эндемик Африки.

## Распространение
Южная Африка. Северо-Капская провинция, ~ 50 км к юго-западу от города Спрингбок, национальный парк Намаква, 100—200 м, полупустыня с солончаком. Собран в ловушку в большой норе, возможно дикобраза (Hystrix).

## Описание
Длина тела около 5 мм. Длина пронотума 1,7 мм; передние бёдра 2,1 мм; задние бёдра 4,3 мм; задние голени 3,5 мм; задние лапки 2,6 мм. Тело равномерно желтоватое с редкими и мелкими беловатыми чешуйками, глаза серовато-коричневые со светло-коричневыми небольшими верхними (без фасеток) частями и жгутиком усиков, а также мелкими чешуйками на дорсолатеральных частях двух задних тергитов и на дорсальной половине церок слегка затемнены (серовато-коричневый).
Своими бескрылыми самцами отличается от широко распространенного рода Cycloptiloides (с несколькими видами в Америке, Африке, Азии и на ближайших островах, некоторые из которых, вероятно, являются синантропными). Кроме того, у самца в переднеспинке отсутствует задняя доля, покрывающая надкрылья у Cycloptoloides; отсутствует тимпана (барабанная перепонка); парапрокты самца со специализированными крючковидными отростками, широко отделёнными друг от друга и имеющими пластинчатые дистальные части, направленными медиально; мужская генитальная пластинка с более узкой заднемедиальной долей; мужские гениталии без склеритов на дорсальной складке, но со склеротизированным рахисом, образующим более одной петли.

## Систематика
Вид был впервые описан в 2020 году российским энтомологом Андреем Васильевич Гороховым (Зоологический институт РАН, Санкт-Петербург, Россия).
Род Bothromogoplistes сходен с родом Cycloptiloides и вместе с ним включён в состав подтрибы Bothromogoplistina из трибы Arachnocephalini (Mogoplistinae, Mogoplistidae).

## Этимология
Родовое название Bothromogoplistes происходит от сочетания родового названия Mogoplistes с латинизированным греческим префиксом «Bothro-» (связанный с норой) в связи с обнаружением типового вида этого рода в норе.